# Hospital Estadual de Bauru

O Hospital Estadual Bauru (HEB) “Arnaldo Prado Curvelo” é administrado pela  Fundação para o Desenvolvimento Médico e Hospitalar e faz parte de um novo modelo de gestão implantado pelo governo estadual. 

## Modelo
O modelo prevê o convênio entre Organizações Sociais de Saúde (OSS) e o Estado. No HEB, a responsabilidade pelo gerenciamento da instituição e o cumprimento de metas de produção, atendimento e qualidade, estipuladas pela Secretaria do Estado da Saúde, ficam a cargo da Faculdade de Medicina de Botucatu e da Famesp, enquanto ao governo cabe a manutenção financeira do hospital. 
A instituição presta serviços aos 68 municípios de sua área de abrangência, sendo referência numa região de aproximadamente 1,8 milhão de habitantes. Além do atendimento ambulatorial e hospitalar em 40 especialidades, realiza exames dos mais simples aos mais modernos. 
O HEB não possui convênios com planos de saúde e o seu trabalho é inteiramente voltado aos usuários do Sistema Único de Saúde (SUS). Presta atendimento referenciado, ou seja, seus pacientes vêm encaminhados pela rede pública de saúde. 
Os serviços assistenciais se iniciaram com as Especialidades Ambulatoriais: Cardiologia, Reumatologia, Endocrinologia, Dermatologia e Pneumologia, área adultos.
Essa oferta de atendimento nas especialidades está sendo gradativamente ampliada. São oferecidas, atualmente, além das já mencionadas, mais de 30 especialidades